# Comtat de Nimes
El comtat de Nimes fou una jurisdicció feudal d'Occitània, sorgida després del 754 quan la ciutat de Nimes va passar als carolingis.
El 751 s'esmenta com a comte de Nimes a Ansemond que amenaçat per Waifré d'Aquitània i no rebent ajut del valí sarraí del que depenia, va entregar la ciutat (i altres) als francs que el van confirmar com a comte. Va morir al segon setge d'Arbuna (Narbona) el 754. No se'n coneix el successor. La seva vídua Cauna va morir vers el 756 en una sedició que probablement fou una reacció dels senyors gots locals favorables als musulmans però que degueren ser derrotat perquè la vila va restar en poder dels francs. Degué ser llavors quan el rei Pipí va enviar un comte franc de nom Radulf que va governar els comtats de Nimes i d'Uzès. En aquest temps el comtat no era hereditari i els reis nomenaven als comtes entre famílies nobles sovint amb vincles locals per matrimonis o per possessió de terres.
Al segle ix el comtat formava part del conjunt d'honors de la Septimània, sovint tots a les mateixes mans que els comtats catalans.
El 872 va ser donat al comte de Tolosa Bernat, que fou assassinat el 877. El 886 apareix com a comte el seu nebot Ramon II fins al 918 i co-comte fins al 924, succeït pel seu germà i co-comte (918-924) Ermengol de Roergue (924-940) i pel seu fill Ramon Pons I de Tolosa (924-950). Ramon (III co-comte de Tolosa i comte d'Albi), fill de Ramon Pons, fou co-comte de 950 al 972 i el va succeir el seu germà Guillem Tallaferro (III de Tolosa) del 972 al 1037, que per un conveni amb el seu parent el comte de Roergue, es van repartir el comtat de Nimes (i la part assignada a Tolosa va ser anomenada comtat de Sant Gèli per estar centrada al monestir d'aquest nom). A Guillem Tallaferro el va succeir el seu fill Pons (1037-1060) i a aquest el seu fill Guillem de Sant Gèli a Tolosa i Sant Geli, però el 1064 va heretar Roergue, Nimes, i els títols i drets de Carcí i d'Albi, que després van passar al fill Ramon de Sant Gèli (1088-1105) comte de Nimes i Sant Geli (i també de Tolosa i altres dependències), el qual va marxar a les Croades i el seu fill Alfons Jordà que va ser batejat al riu Jordà, va ser comte de Nimes-Sant Gèli i de Tolosa i comtats vinculats del 1105 (amb dos anys) fins al seu assassinat el 1148. Els següents comtes de Nimes i Sant Gèli foren també comtes de Tolosa (Ramon 1148-1195 i Ramon el Vell 1195-1215). El 1215 el comtat de Nimes i Sant Gèli va ser ocupat per Simó de Montfort.
Recuperat per Ramon VI el Jove, en el conveni de 1229 el comte de Tolosa va cedir el comtat de Nimes a Blanca de Castella, i a la seva mort va passar al fill Alfons de Poitiers comte de Tolosa, amb qui va quedar incorporat a la corona francesa al morir sense successió (1271).
A Nimes va existir també un vescomtat amb el mateix nom. Vegeu Vescomtat de Nimes

## Llista de comtes de Nimes
- Guillem I de Tolosa el sant 790-812
- Desconeguts 812-826 (s'ha proposat que algun d'ells fos Dadilà).
- Bernat de Septimània 826-832
- Berenguer de Tolosa 832-835
- Bernat de Septimània 835-844
- Sunifred I ? 844-848
- Guillem de Septimània 848-850
- Aleran 849-852
- Odalric 852-857
- Humfrid 857-865
- Bernat de Gòtia 865-872
- Bernat el Vedell (I de Tolosa) 872-877
- Bernat Plantapilosa ? 877-886
- Odó I 886-918 o 919
- Ramon I (II de Tolosa) 918 o 919-924

El 924 el comtat de Nimes i la marca de Septimània o Gòtia va quedar en indivís entre la branca de Roergue i la de Tolosa.
Branca de Roergue
- Ermengol 918-924 (co-comte amb Ramon) i 924-940 (co-comte amb Ramon Pons I)
- Ramon II 937-961
- Ramon III 961-1008/1010

Branca de Tolosa
- Ramon Ponç I 924-950 (comte de Tolosa)
- Ramon II (III de Tolosa) comte 950-972

Repartiment del comtat per un conveni entre el comte Ramon III de Roergue, una part del comtat de Nimes esdevingué el comtat de Sant Gèli després de l'any 972 i abans del 1008/1010.
Comtes de Sant Gèli
- Guillem Tallaferro (III de Tolosa) 972-1037
- Ponç I o II (II de Tolosa) 1037-1060[b]
- Guillem de Sant Gèli 1060-1064 (IV de Tolosa)

Comtes de Nimes de la casa dels comtes de Roergue
- Hug I de Roergue 1008/1010-1053/1054
- Berta de Roergue 1053/1054-1064

Successió en la branca dels Roergue comtes de Tolosa
- Guillem de Sant Geli 1064-1088 (parent de Berta de Tolosa, comte de Tolosa i Sant Gèli, comte de Nimes des de 1064)
- Ramon III de Sant Gèli (IV de Tolosa) 1088-1105
- Alfons I Jordà 1105-1148 (comte de Tolosa)
- Ramon IV (V de Tolosa) 1148-1195
- Ramon V el Vell (VI de Tolosa) 1195-1215
- Simó de Montfort 1215-1218
- Amalric de Montfort 1218-1224
- Ramon VI el Jove (VII de Tolosa) 1224-1229
- Blanca de Castella 1229-1252
- Alfons de Poitiers 1252-1271
- A la corona francesa 1271.